# Heinrich Brockhaus (Kunsthistoriker)
Heinrich Eduard Brockhaus (* 3. März 1858 in Leipzig; † 24. Oktober 1941 ebenda) war ein deutscher Kunsthistoriker.

## Leben
Heinrich Brockhaus wurde am 3. März 1858 als Sohn des Verlegers und Politikers Eduard Brockhaus in Leipzig geboren. Er besuchte bis 1877 die Thomasschule zu Leipzig und belegte die Studien der Geschichte, Kunstgeschichte und Nationalökonomie an der Universität Leipzig. 1882 promovierte er mit einer geschichtlichen Dissertation. 1885 habilitierte er sich dort und wurde 1892 zum außerordentlichen Professor bestellt. In den Jahren 1887 und 1888 unternahm er Studienreisen, die ihn nach Italien, Griechenland, Syrien, Palästina, Ägypten, Konstantinopel und Athos führten. Nachdem er sich von seiner Lehrtätigkeit an der Universität Leipzig beurlauben ließ, folgte er 1897 dem Ruf aus Florenz, das private Kunsthistorische Institut einzurichten und zu leiten. Dieses Institut, das 1893 vom Kunsthistorischen Kongress beschlossen und das Brockhaus bis 1912 leitete, wurde unter anderem durch die ab dem Jahre 1902 erfolgte Unterstützung des Deutschen Reichs vergrößert. Der aus dem Universitätsdienst ausgeschiedene Brockhaus kehrte 1913 nach Deutschland zurück, wo er zunächst als Privatgelehrter in Dresden unterrichtete. Schließlich zog er 1917 ebenfalls als Privatgelehrter in seine Geburtsstadt Leipzig, wo er 83-jährig am 24. Oktober 1941 verstarb.

## Wirken
Die Forschergeneration, der Brockhaus angehörte, meinte in der bildenden Kunst einen Zweig der gesamten geistigen Kultur zu erblicken. Die Abhandlungen von Brockhaus sind quellenmäßig mit solidester wissenschaftlicher Arbeit fundiert. Er verstand Kunstwerke aus dem Geist ihrer Entstehungszeit und ihres Landes. Das kam besonders der Florentiner Kunst der Renaissance zugute, außerdem aber der byzantinischen Kunst, die sein besonderes Arbeitsgebiet war. Von großer Bedeutung sind seine Untersuchungen in den Athosklöstern über die kirchliche Baukunst, die Wandmalerei sowie über die Bilderhandschriften. Diese setzten umfangreiche Studien der spätliturgischen Literatur und der spätbyzantinischen Theologie voraus. Seine  Ergebnisse gaben der Athosforschung nicht nur in Deutschland entscheidende Richtlinien. Brockhaus war vermutlich der Erste, der an einer deutschen Universität eine Vorlesung über byzantinische Kunst abhielt.

## Auszeichnungen
Er war Träger des preußischen Roten Adelordens IV. Klasse.

## Werke (Auswahl)
- Der Kurfürstentag zu Nürnberg im Jahr 1640. 1883.
- Die Kunst in den Athosklöstern. 1891. 3. Auflage 1894.
- Unsere heutige Baukunst. Antrittsvorlesung 1895.
- Arnold Böcklin. 1901.
- Forschungen über Florentiner Kunstwerke. 1902.
- Michelangelo und die Medicikapelle. 1909. 3. Auflage 1911.
- Deutsche städtische Kunst und ihr Sinn. 1916.